# NTNM-Bibliothek
Die NTNM-Bibliothek ist die gemeinsame Bibliothek für Naturwissenschaft und Technik der Naturwissenschaftlich-Technischen Fakultät (NT) der Universität des Saarlandes (UdS) sowie des Leibniz-Instituts für Neue Materialien (INM). Sie steht den Studierenden und Angehörigen der Universität und des INM sowie externen Interessierten zur Benutzung offen.
Die NTNM-Bibliothek bietet ein bedarfsorientiertes Angebot an Print- und elektronischen Medien sowie Service- und Beratungsleistungen im Bereich wissenschaftliches Publizieren und Open Access.

## Gründung
Im Rahmen einer Kooperationsvereinbarung zwischen der UdS und dem INM wurde 2016 beschlossen, die ehemalige Bereichsbibliothek für Naturwissenschaft und Technik der UdS sowie die Bibliothek des INM unter einem Dach zusammenzuführen und als gemeinsame Bibliothek zu betreiben. Der neue Name NTNM steht für Naturwissenschaft – Technik – Neue Materialien.

## Bestand
Die NTNM-Bibliothek stellt Print- und elektronische Medien zu Naturwissenschaft und Technik zur Nutzung in den Räumlichkeiten der Bibliothek und zur Ausleihe zur Verfügung. Sammelschwerpunkte sind Material- und Werkstoffwissenschaften sowie Nanotechnologie.
Der Gesamtbestand der NTNM-Bibliothek umfasst ca. 45.000 Medieneinheiten.

## Gebäude
Das Gebäude der NTNM-Bibliothek wurde unter Bauleitung von Roman Bergem nach einem Entwurf von Thomas Britz, Architekturbüro Alt + Britz, Saarbrücken, nach dreijähriger Bauzeit im Februar 2005 fertig gestellt. 2008 wurde es mit dem BDA-Preis für Architektur und Städtebau im Saarland ausgezeichnet.

„Das Gebäude versteht sich als Ergänzung des kubischen Ensembles um die Fachbereiche Physik und Chemie mit seinen „schnittmengenartig“ angeordneten Baukörpern. Gewissermaßen als „Aufheiterung“ des tristen Ensembles setzt sich der neue Baukörper skulptural aus fast orangefarbenen, massiven Klinkerflächen und glänzenden, tektonisch aufgelösten Aluminiumflächen zusammen. Die neue Anlage wird durchkreuzt vom inneren Wegenetz des Campus und bildet dabei einen Durchgangsort mit eigener Ausstrahlung. Die Innenräume mit ihren Sichtbetonflächen und Eicheregalen gruppieren sich um ein viergeschossiges Lichtatrium herum, an dem sich auch die Leseplätze befinden.“